# Lesnovo (Macédoine du Nord)
Pour les articles homonymes, voir Lesnovo.
Lesnovo (en macédonien Лесново) est un village du nord-est de la Macédoine du Nord, situé dans la municipalité de Probichtip. Le village comptait 41 habitants en 2002. Il est connu pour son monastère, fondé au XIe siècle.

## Démographie
Lors du recensement de 2002, le village comptait :
- Macédoniens : 41